# Miasto Požarevac
Miasto Požarevac (serb. Grad Požarevac / Град Пожаревац) – jednostka administracyjna w Serbii, w okręgu braniczewskim. W 2018 roku liczyła 72 272 mieszkańców.